# Robert Vernooy
Robert Vernooy (Hilversum, 18 februari 1961) is een Nederlandse schrijver van romans, verhalenbundels en essayistisch werk. Daarnaast is hij vertaler en musicoloog.

## Biografie
Robert Vernooy is zoon van elektrotechnisch ingenieur Josephus Vernooij en van Johanna Maria In den Berken. Hij groeide op in Hilversum en bezocht daar het Gemeentelijk Gymnasium. Aan de Universiteit van Amsterdam studeerde hij aanvankelijk klassieke talen, daarna muziekwetenschap, kunstgeschiedenis, esthetica en cultuurfilosofie. In 1986 studeerde hij cum laude af in de muziekwetenschap met een scriptie over correspondenties in literatuur, muziek en schilderkunst van het Franse fin de siècle.  Tijdens zijn studie debuteerde hij als schrijver met de verhalenbundel Het zwelgen (1983), gevolgd door meer korte verhalen in Doodstop (1985), de briefroman De postperistaltici (1987) en de essaybundel De contramine (1989). Misverstand en onbegrip spelen volgens een recensent een grote rol in het vroege werk van Robert Vernooy. Over Doodstop werd geschreven: ‘Vernooy heeft niet alleen het vakmanschap om bij het begin van een verhaal meteen beslag te leggen op de aandacht van de lezer, maar ook om die aandacht vast te houden. Bovendien heeft hij een heel eigen suggestieve toon van vertellen met af en toe een verrassend uitschietende humor.’  In 1989 werd hij (door Jaap Goedegebuure) beschouwd als deel uitmakend van ‘een nieuwe pleiade van schrijvers aan het literaire firmament’.
Zelf omschrijft Vernooy zich als ‘metabolist’; een stofwisselaar, bij wijze van algemene noemer voor al zijn activiteiten als consument en producent.
Naast verhalen en essays schreef Vernooy verschillende romans, zoals De dingen die er niet toe doen (1989), De tedere tirannie (1992) en De tijd van de gesel (1996). Hiervan kreeg De tedere tirannie de meeste bekendheid. In 2000 verscheen het poëtisch-filosofische Honderd gezichten op een houding. Na een publicatie-interval van 22 jaar verscheen in 2022 Van de weg naar de straat, krijgskunst als levenskunst.
In 1994 was Vernooy writer in residence aan de University of Michigan in Ann Arbor. In dat jaar begon hij ook met wado-ryu karate, waarin hij een zwarte band (vierde dan) haalde.

## Thema's en stijl
Vanaf het begin worden Vernooys romans en verhalen beheerst door ambivalentie en door een spel met tegenstellingen. "Telkens weer weigert de auteur een eenduidig standpunt in te nemen: daardoor zou aan de complexiteit van het bestaan immers geweld worden gedaan. Door het welbewust naast elkaar handhaven van diametraal tegengestelde visies weet hij grove en gemakzuchtige vereenvoudigingen te vermijden."
Lichamelijkheid, levenskunst en oosterse filosofie spelen een terugkerende rol in het werk van Vernooy, zoals in Honderd gezichten op een houding (2000) en in Van de weg naar de straat (2022). In deze laatste monografie onderzoekt hij wat de hedendaagse westerse mens van inzichten uit de oosterse krijgs- en levenskunst kan meenemen in zijn dagelijks leven. “Krijgskunst is een levenskunst waarin het niet draait om winnen, maar om de ontwikkeling van een ruimer zelf dat ons kleine ego overstijgt.” zegt hij in een interview. De weg’ of do is een belangrijk concept in het oosterse denken. Die do staat centraal in budo, de verzamelnaam voor bekende Japanse krijgskunsten zoals judo, aikido, kendo en karatedo. Anders dan de meer competitieve vechtsporten worden zulke krijgskunsten gezien als een persoonlijk ontwikkelingstraject. Daarbij gaat het om een bijzondere vorm van lichamelijke opvoeding, begrepen als geestelijke vorming door middel van lichamelijke oefening.

## Publicaties

#### Boeken
- Het zwelgen (1983) Uitgeverij In de Knipscheer
- Doodstop (1985), Uitgeverij In de Knipscheer
- De Postperistaltici (1987), Uitgeverij In de KnipscheerVernooy als postperistalticus (1987)

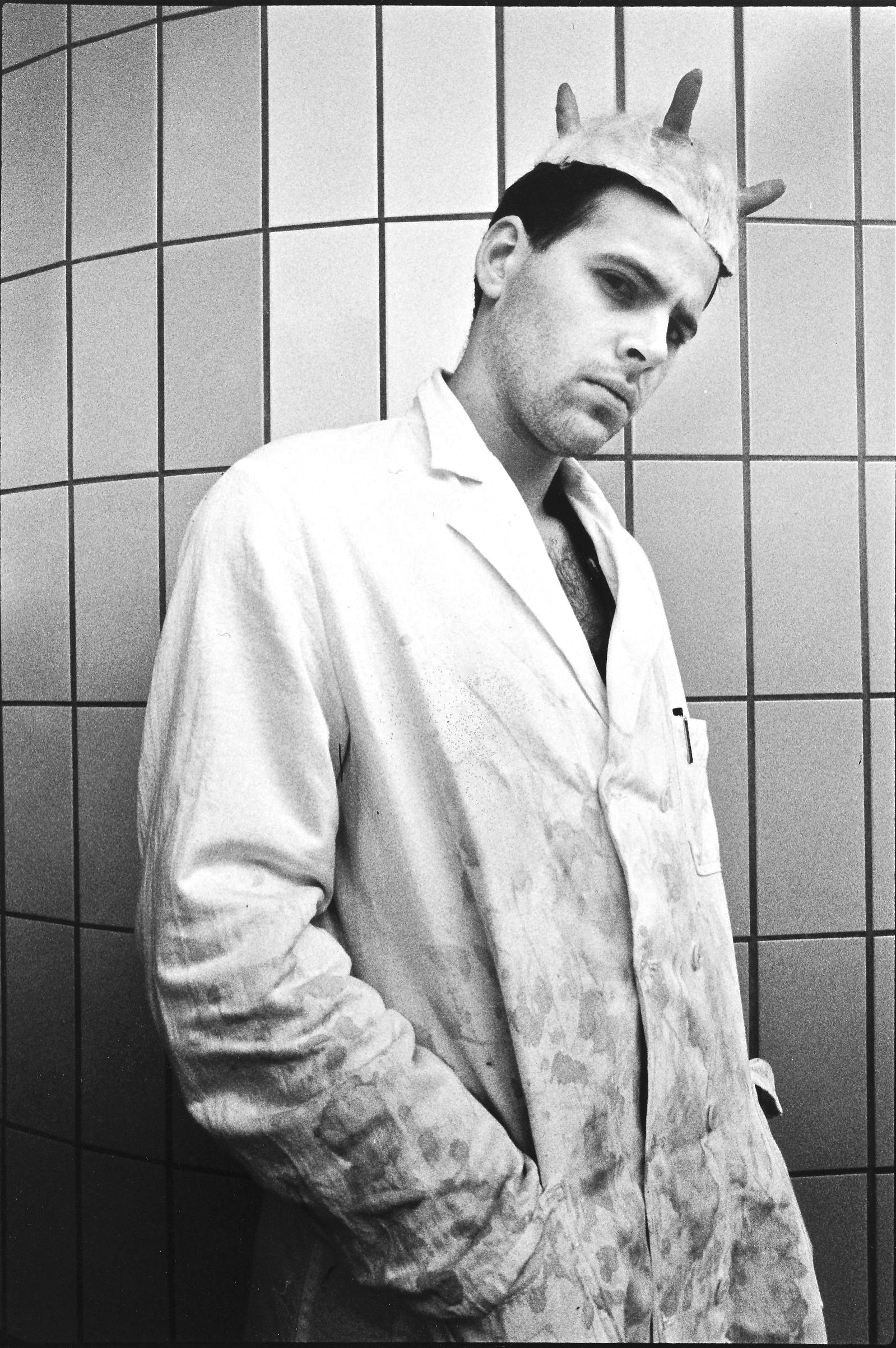
Vernooy als postperistalticus (1987)

- De dingen die er niet toe doen (1989) Uitgeverij In de Knipscheer
- De contramine (1989) Uitgeverij In de Knipscheer
- De tedere tirannie (1992) Uitgeverij Contact
- Het betere werk (1993) Uitgeverij Contact
- De tijd van de gesel (1996) Uitgeverij Contact
- Honderd gezichten op een houding (2000) Uitgeverij Contact
- Van de weg naar de straat (2022) Uitgeverij Boom

#### Essays en verhalen
- Hopla nietwaar (1989) Nijgh & Van Ditmar
- 25 onder 35 (1990) Uitgeverij Bert Bakker
- Max. 36 (1992) Uitgeverij Bert Bakker
- Sterke verhalen (1994) Uitgeverij Contact
- Mens in uitvoering (2002) Rainbow Paperbacks
- Bedenkingen (1997)  Instituut voor Leerplanontwikkeling
- Ontoonbaar toneel (1987)  Over Wie... van Oscar van Woensel
- Open hart (1999) in samenwerking met kunstenares Fiona Tan[9]

## Vertalingen

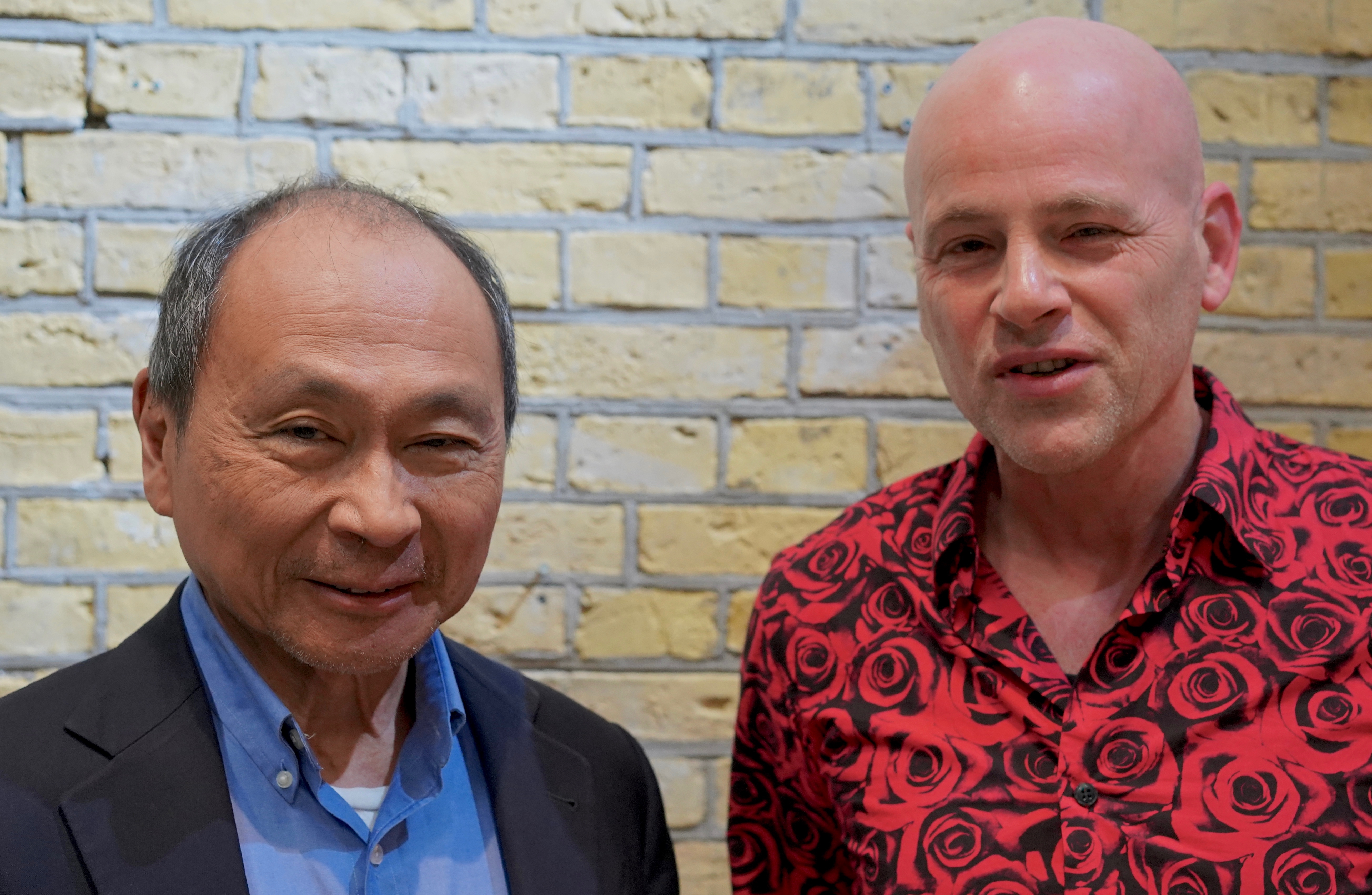
Ontmoeting tussen de filosoof Francis Fukuyama en zijn Nederlandse vertaler in 2019.

Behalve als auteur is Vernooy ook werkzaam als vertaler. Hij vertaalde meer dan zeventig titels naar het Nederlands, zowel fictie als non-fictie, waaronder het werk van Niall Ferguson, Francis Fukuyama, Jane Goodall en Frans de Waal.